# Eutelsat Communications
Eutelsat Communications S.A. è la holding company di Eutelsat S.A., un'azienda di telecomunicazioni satellitari con sede a Parigi in Francia.
È uno dei tre maggiori operatori satellitari al mondo: tramite 39 satelliti di proprietà offre servizi di affitto della propria infrastruttura satellitare commercializzando la propria banda, fornendo copertura in Europa, Medio Oriente, Africa, India, Asia e America.
Attualmente come servizio offerto trasmette più di 4.500 canali televisivi, di questi più di 1.100 sono trasmessi dalla posizione orbitale 13° Est dove si trova la flotta di satelliti Hot Bird. Il gruppo Eutelsat inoltre fornisce anche servizi di connettività alla dorsale Internet, servizi di telecomunicazione via mare e via aerea, servizi mobili di radiolocalizzazione e di comunicazione.

## Storia
Eutelsat nasce nel 1976 come un'organizzazione intergovernativa per lo sviluppo e la gestione di satelliti di telecomunicazioni per servizi fissi (in particolare di telediffusione) e mobili in Europa. L'ente designato per l'Italia alla firma degli accordi Eutelsat e primo utilizzatore del sistema (a giugno 2000) era la Telespazio s.p.a., concessionaria esclusiva del Ministero delle poste e delle telecomunicazioni per le comunicazioni via satellite.
Nel luglio 2001 l'organizzazione Eutelsat è stata privatizzata, nel quadro della liberalizzazione delle telecomunicazioni mondiali, come Eutelsat S.A.. È quotata alla Borsa di Parigi con capitale suddiviso tra la società spagnola Abertis, la francese CDC Infrastructure ed azionisti privati. Dal 1º luglio 2009 il PDG di Eutelsat Communications è Michel de Rosen, succeduto all'italiano Giuliano Berretta (directeur général dal 1999, PDG dal 2001).
A partire dal 1º marzo 2012 il gruppo ha adottato una nuova denominazione dell'intera flotta satellitare, tutti i satelliti del gruppo hanno assunto il nome Eutelsat associato alla propria posizione orbitale e ad una lettera che sta ad indicare l'ordine di arrivo in quella posizione. I brand Hot Bird e Ka-Sat hanno comunque mantenuto il proprio in associazione alla nuova tecnica di denominazione, ad esempio Hot Bird 6 è diventato Eutelsat Hot Bird 13A.

## Azienda
Eutelsat ha la sua sede centrale a Parigi. L'azienda si serve di uno staff di 700 persone tra esperti commerciali, tecnici ed operativi provenienti da 30 paesi.

### Consiglio d'amministrazione
- Michel de Rosen: Presidente e Amministratore Delegato Eutelsat Communications;
- Jean-Martin Folz: Presidente del consiglio di amministrazione;
- Francisco Reynes Massanet: rappresentante di Abertis Infrastructuras S.A.;
- Marta Casas Caba: rappresentante di Abertis Telecom S.A.;
- Lord John Birt;
- Jean-Paul Brillaud;
- Thomas Devedjian: rappresentante di Fonds Stratégique d'Investissement(FSI);
- Bertrand Mabille;
- Carole Piwnica;
- Andrea Luminari: rappresentante di Retevision I S.A.;
- Olivier Rozenfeld;
- Tobias Martínez Gimeno: rappresentante di Tradia Telecom S.A..

### Eutelsat in Italia
Eutelsat Italia s.r.l. rappresenta l'azienda sul territorio italiano, gestendone il Mercato e i rapporti con le istituzioni. La società ha sede a Roma e l'amministratore delegato è Renato Farina.
Skylogic Italia, la controllata italiana di Eutelsat, è un'azienda specializzata in servizi a banda larga. Leader europea nei servizi di comunicazione satellitare a banda larga dedicati alle imprese, alla pubblica amministrazione e ai privati. Skylogic ha sede a Torino; possiede due teleporti (uno a Torino e uno a Cagliari) e diverse filiali commerciali
in diversi Stati Membri europei quali Germania, Inghilterra, Francia, Spagna, Grecia, Polonia e, fuori dall'Unione Europea, Turchia. Ne è amministratore delegato Natale Lettieri.

## Satelliti
Eutelsat commercializza banda su 37 satelliti localizzati in orbita geostazionaria tra 117° Ovest e 172° Est.

A partire dal 1º marzo 2012 il gruppo ha adottato una nuova denominazione dell'intera flotta satellitare.

### Satelliti attualmente in orbita
| Satellite             | Posizione    | Copertura                                                                 | Lancio            | Commenti |
| --------------------- | ------------ | ------------------------------------------------------------------------- | ----------------- | --- |
| Eutelsat 3B           | 3° Est       | Europa, Nord Africa, Medio Oriente, Asia centrale, Brasile                | 1º giugno 2007    | |
| Eutelsat 7A           | 7° Est       | Europa, Medio Oriente, Africa                                             | 16 marzo 2004     | Precedentemente Eutelsat W3A. |
| Eutelsat 7B           | 7° Est       | Europa, Medio Oriente, Africa                                             | 14 maggio 2013    | Precedentemente Eutelsat 3D. |
| Eutelsat 9A           | 9° Est       | Europa, Nord Africa, Medio Oriente                                        | 11 marzo 2006     | In origine chiamato Hot Bird 7A e poi Eurobird 9A fino al 1º marzo 2012. |
| Eutelsat KA-SAT       | 9° Est       | Europa                                                                    | 26 dicembre 2010  | |
| Eutelsat 10A          | 10° Est      | Europa, Africa, Medio Oriente                                             | 3 aprile 2009     | Precedentemente chiamato Eutelsat W2A fino al 1º marzo 2012. La capacità in Banda S non è ancora entrata in servizio a causa di un'anomalia e Solaris Mobile ha presentato richiesta di risarcimento. |
| Eutelsat Hot Bird 13B | 13° Est      | Europa, Nord Africa, Medio Oriente                                        | 5 agosto 2006     | Precedentemente chiamato Hot Bird 8 fino al 1º marzo 2012. |
| Eutelsat Hot Bird 13C | 13° Est      | Europa, Africa, Medio Oriente                                             | 20 dicembre 2008  | Precedentemente chiamato Hot Bird 9 fino al 1º marzo 2012. |
| Eutelsat Hot Bird 13E | 13° Est      | Europa, Sud-est asiatico                                                  | 20 dicembre 2008  | Precedentemente chiamato Hot Bird 10 fino al 1º marzo 2012. |
| Eutelsat 16A          | 16° Est      | Europa, Africa Sub-Sahariana, Isole dell'Oceano Indiano                   | 7 ottobre 2011    | Precedentemente chiamato Eutelsat W3C fino al 1º marzo 2012. |
| Eutelsat 16C          | 16° Est      | Europa, Nord Africa, Medio Oriente, Asia                                  | 18 aprile 2000    | Precedentemente chiamato SESAT 1 fino al 1º marzo 2012. Opera in orbita inclinata. |
| Eutelsat 21B          | 21,5° Est    | Europa, Medio Oriente, Nord Africa, Africa occidentale, l'Asia centrale   | 10 novembre 2012  | Precedentemente chiamato Eutelsat W6 fino al 1º marzo 2012. |
| Eutelsat 25B          | 25,5° Est    | Nord Africa, Medio Oriente, l'Asia centrale                               | 29 agosto 2013    | Chiamato anche Eutelsat 25B/Es'hail 1 perché in comproprietà con l'azienda qatariota Es'hailSat |
| Eutelsat 31A          | 31° Est      | Europa                                                                    | 27 settembre 2003 | Precedentemente chiamato Eurobird 3 fino al 1º marzo 2012. |
| Eutelsat 33B          | 33° Est      | Europa, Nord Africa, Medio Oriente, Asia centrale                         | 20 novembre 2002  | Precedentemente chiamato Eutelsat W5 fino al 1º marzo 2012. |
| Eutelsat 33C          | 33° Est      | Europa                                                                    | 8 marzo 2001      | Precedentemente chiamato Eurobird A fino al 1º marzo 2012. |
| Eutelsat 36A          | 36° Est      | Africa, Russia                                                            | 24 maggio 2000    | Precedentemente chiamato Eutelsat W4 fino al 1º marzo 2012. |
| Eutelsat 48A          | 48° Est      | Europa Centrale, Medio Oriente, Asia Centrale                             | 21 novembre 1996  | In origine chiamato Hot Bird 2, poi Eurobird 9 e in seguito Eutelsat W48 fino al 1º marzo 2012. Opera in orbita inclinata.                                                                            |
| Eutelsat 48D          | 48° Est      | Europa, Medio Oriente, Africa                                             | 20 dicembre 2008  | Precedentemente chiamato Eutelsat W2M fino al 1º marzo 2012. Orbita mancata. |
| Eutelsat 70B          | 70,5° Est    | Europa, Medio Oriente, Africa, Asia centrale, sud-est asiatico, Australia | 20 novembre 2002  | Precedentemente chiamato Eutelsat W5 fino al 1º marzo 2012. Il 16 giugno 2008 ha perso uno dei suoi due pannelli solari.                                                                              |
| Eutelsat 172A         | 172° Est     | Asia-Pacifico                                                             | 29 dicembre 2005  | Precedentemente chiamato GE-23 |
| Eutelsat 5 West A     | 5° Ovest     | Europa, America, Africa                                                   | 5 luglio 2002     | Precedentemente chiamato Atlantic Bird 3 fino al 1º marzo 2012. |
| Eutelsat 7 West A     | 7° Ovest     | Medio Oriente, Nord Africa                                                | 24 settembre 2011 | Precedentemente chiamato Atlantic Bird 7 fino al 1º marzo 2012. |
| Eutelsat 8 West A     | 8° Ovest     | Europa, Medio Oriente, America                                            | 25 settembre 2001 | Precedentemente chiamato Atlantic Bird 2 fino al 1º marzo 2012. |
| Eutelsat 8 West C     | 8° Ovest     | Europa, Nord Africa, Medio Oriente                                        | 21 agosto 2002    | Precedentemente chiamato Hot Bird 6 fino al 1º marzo 2012. |
| Eutelsat 12 West A    | 12.5° Ovest  | Europa, Medio Oriente, America                                            | 28 agosto 2002    | Precedentemente chiamato Atlantic Bird 1 fino al 1º marzo 2012. |
| Eutelsat 113 West A   | 113° Ovest   | America                                                                   | 2006              | Precedentemente chiamato Satmex 6 fino al 1º maggio 2014. |
| Eutelsat 115 West A   | 114,8° Ovest | America                                                                   | 1998              | Precedentemente chiamato Satmex 5 fino al 1º maggio 2014. |
| Eutelsat 117 West A   | 116,8° Ovest | America                                                                   | 2013              | Precedentemente chiamato Satmex 8 fino al 1º maggio 2014. |

### Satelliti previsti per il futuro
| Satellite           | Posizione    | Copertura                         | Lancio        |
| ------------------- | ------------ | --------------------------------- | ------------- |
| Eutelsat 9B         | 9° Est       | Europa                            | 2015          |
| Eutelsat 8 West B   | 8° Ovest     | Europa, Africa, MENA, Sud America | dicembre 2015 |
| Eutelsat 115 West B | 114,9° Ovest | Americas                          | 2015          |
| Eutelsat 117 West B | 116,8° Ovest | Americas                          | 2015          |
| Eutelsat 36C        | 36° Est      | Russia, Africa                    | 2015          |
| Eutelsat 65 West A  | 3° Ovest     | America                           | 2016          |

### Capacità affittata
| Satellite    | Posizione | Copertura                                | Lancio            |
| ------------ | --------- | ---------------------------------------- | ----------------- |
| Eutelsat 28E | 28,2° Est | Europa                                   | 29 settembre 2013 |
| Eutelsat 28F | 28,2° Est | Europa                                   | 28 settembre 2012 |
| Eutelsat 28G | 28,2° Est | Europa                                   | 27 dicembre 2014  |
| Express AT1  | 56° Est   | Europa, Asia                             | 16 marzo 2014     |
| Express AT2  | 140° Est  | Europa, Asia                             | 16 marzo 2014     |
| Eutelsat 53A | 53° Est   | Europa, Nord Africa, Medio Oriente, Asia | 19 ottobre 1999   |
| Telstar 12   | 15° Ovest | Europa, Nord Africa, Medio Oriente, Asia | 29 dicembre 2003  |

### Satelliti non più operativi
| Satellite    | Posizione originale | Lanciato | Spostato | Ritirato | Perso | Commenti                                                              |
| ------------ | ------------------- | -------- | -------- | -------- | ----- | --------------------------------------------------------------------- |
| Eutelsat 1F1 | 13° Est             | 1983     | 1989     | 1996     | N.D.  |                                                                       |
| Eutelsat 1F2 | 7° Est              | 1984     | 1990     | 1993     | N.D.  |                                                                       |
| Eutelsat 1F4 | 7/13° Est           | 1987     | 1993     | 2002     | N.D.  |                                                                       |
| Eutelsat 1F5 | 10° Est             | 1988     | 1994     | 2000     | N.D.  |                                                                       |
| Eutelsat 2F1 | 13° Est             | 1990     | 1999     | 2003     | N.D.  |                                                                       |
| Eutelsat 2F2 | 10° Est             | 1991     | 2000     | 2005     | N.D.  |                                                                       |
| Eutelsat 2F3 | 16° Est             | 1991     | 2000     | 2004     | N.D.  |                                                                       |
| Eutelsat 2F4 | 7° Est              | 1992     | 2001     | 2003     | N.D.  |                                                                       |
| Eutelsat 33B | 33° Est             | 2002     |          | 2015     |       |                                                                       |
| Hot Bird 1   | 13° Est             | 1995     | 2006     | 2007     | N.D.  |                                                                       |
| Eutelsat W2  | 16° Est             | 1998     | N.D.     | 2010     | N.D.  |                                                                       |
| Eutelsat W3B | 16° Est             | 2010     | N.D.     | 2010     | N.D.  |                                                                       |
| Eutelsat W75 | 75° Est             | 1997     | N.D.     | 2011     | N.D.  | Precedentemente chiamato Hot Bird 3 ed Eurobird 4.                    |
| Eurobird 4A  | 4° Est              | 2000     | N.D.     | 2012     | N.D.  | Precedentemente chiamato Eutelsat W1.                                 |
| Eutelsat 48D | 48° Est             | 1999     | N.D.     | 2014     | N.D.  | Precedentemente chiamato Eutelsat W3 poi Eutelsat W6 ed Eutelsat 21A. |

## Servizi
Applicazioni video
- Trasmissione di TV e radio
- Satellite newsgathering
- Split satellitare

Applicazioni internet
- Connettività per utilizzatori consumer: Servizio Tooway
- Connettività per Applicazioni Business:
  - Connettività base per IP
  - Network Virtuali Privati (VPN)
  - Accesso dei media in volo, in montagna, in mare
  - Distribuzione di contenuti multimediali

Applicazioni varie
- Network privati, telemetria, videosorveglianza, applicazioni MtoM
- Trasmissione dati
- Videoconferenze
- Servizi di telefonia mobile (messaggi istantanei, messaggi multimediali...)